# Paramelomys moncktoni
Paramelomys moncktoni is een knaagdier uit het geslacht Paramelomys dat voorkomt op Nieuw-Guinea. Hij leeft in het zuidoosten van het eiland en op de nabijgelegen eilanden Fergusson en Sideia. Er worden twee jongen tegelijk geboren, die na een half jaar de volwassen grootte bereiken. Het schijnt een vrij zeldzame soort te zijn.
Deze soort lijkt het meeste op P. lorentzii, maar heeft bredere kiezen, grotere bullae en is wat kleiner. P. gressitti is wat groter en heeft nog grotere bullae, een smallere zygomatische plaat en een dichtere vacht. Alle drie deze soorten hebben drie haren per staartschub. De rug is bruinachtig, de onderkant grijsachtig. De staart is kort en zoals gebruikelijk van boven donkerder dan beneden. De voeten zijn vrij smal. De kop-romplengte bedraagt 135 tot 170 mm, de staartlengte 115 tot 145 mm, de achtervoetlengte 23 tot 34 mm, de oorlengte 18.8 tot 20.5 mm en het gewicht 78.5 tot 118 gram. Vrouwtjes hebben 0+2=4 mammae. Het ene exemplaar uit Fergusson, een vrouwtje, is wat groter en vertegenwoordigt mogelijk een aparte ondersoort.